# La Mandragore (film, 1965)
Pour les articles homonymes, voir Mandragore (homonymie).
La Mandragore (titre original : La mandragola) est une coproduction franco-italienne, réalisée par Alberto Lattuada, sorti en 1965. 
Le film est une adaptation de la comédie éponyme, écrite vraisemblablement en 1518, par Nicolas Machiavel.

## Synopsis
Florence, XVIe siècle. Callimaco, adroit séducteur, rêve de conquérir la belle et inaccessible Lucrezia, épouse légitime de maître Nicia, juriste renommé. Celui-ci ne parvient pas à obtenir d'enfant avec sa femme. Callimaco se sert de cette situation pour échafauder un stratagème. Il se fait passer pour un médecin d'expérience et de grande réputation auprès de Nicia, finalement assez crédule et stupide pour croire aux allégations de Callimaco. Celui-ci lui confie un  remède prétendument infaillible pour rendre une femme enceinte : la mandragore, une herbe aux apparences humaines, dotée de vertus fertilisantes... L'ennui, affirme mensongèrement Callimaco, est que cette plante magique tue toujours l'homme au cours du premier rapport sexuel qui suit son absorption : Nicia doit donc confier cette tâche à un autre homme que lui. On aura compris qui sera l'heureux bénéficiaire de cette machination...

## Fiche technique
- Titre français : La Mandragore
- Titre original : La mandragola
- Réalisation : Alberto Lattuada
- Scénario : Luigi Magni, A. Lattuada, Silvio Stucchi, d'après la pièce en cinq actes de Nicolas Machiavel
- Photographie : Tonino Delli Colli, noir et blanc
- Musique : Gino Marinuzzi jr.
- Montage : Nino Baragli
- Décors : Carlo Egidi
- Costumes : Danilo Donati
- Production : Alfredo Bini pour Arco Film / Lux Compagnie Cinématographique (France)
- Pays d'origine :  Italie/ France
- Genre : Comédie
- Durée : 103 minutes
- Année de réalisation : 1965
- Dates de sortie :
  - France : 13 mai 1966
- Affiche : Jean Mascii (France)

## Distribution
- Rosanna Schiaffino : Lucrezia
- Philippe Leroy  (VF : Jean-Louis Jemma) : Callimaco
- Armando Bandini (en) : Siro
- Romolo Valli : Nicia
- Jean-Claude Brialy : Ligurio
- Mino Bellei : le client
- Totò  (VF : Fred Pasquali) : fra Timoteo
- Nilla Pizzi  (VF : Lita Recio) : Sostrata
- Ugo Attanasio  (VF : Paul Ville) : le sorcier

## Autour du film
- En 1965, Lattuada adaptait à l'écran La mandragola de Machiavel, considérée comme l'une des premières comédies du théâtre moderne. Or, c'est, précisément, cette année-là que Roberto Ridolfi utilisa, pour la première fois, le seul manuscrit disponible de cette pièce, conservé à la bibliothèque Mediceo-Laurenziana de Florence (La mandragola per la prima volta restituita alla sua integrità, Florence, Olschki, 1965). Si l'on connaît bien le Machiavel, penseur politique, auteur du Prince, celui des écrits théâtraux l'est nettement moins. On devine ce qui a pu attirer Lattuada : le traitement audacieux de la sexualité, la satire des mœurs florentines et des préceptes moraux hypocrites, en vigueur à cette époque, et qui conservaient toute son acuité dans l'Italie contemporaine.[Interprétation personnelle ?]
- « Chez Machiavel, ce qui sauve l'ouvrage (encore que son audace l'ait fait interdire souvent), c'est la qualité de son écriture. Lattuada l'a bien compris : tout en acceptant le principe du théâtre filmé, il se souvient qu'il fut l'un des brillants "calligraphes" du cinéma italien ; il compose donc les plans en soignant la lumière, le décor, les costumes, jouant à fond sur la picturalité. Mais il ne se laisse pas figer dans le statisme photogénique (...), il suggère la sensualité », juge Freddy Buache qui pense que l'on peut encore voir ce film avec plaisir, grâce à cette « harmonie plastique plus allusive qu'appuyée. » (in : Le cinéma italien 1945-1990, Éditions L'Âge d'Homme)
- Le film se déroule à Florence, mais il a été tourné presque entièrement à Urbino et à Viterbe.

## Lattuada écrit: la mandragore, un nom prestigieux
- « De l'antre de Médée sortaient quelques remèdes qui pouvaient redonner félicité et sécurité à l'homme vaincu par le sort adverse, et un grand pouvoir a toujours été attribué à la mandragore. (...) Sa racine à forme humaine, comme une sculpture de Giacometti, a exalté l'Antiquité dans sa version mâle et femelle. (...) Rien d'étonnant donc à ce que Machiavel attire l'attention du public sur son chef-d'œuvre avec un nom si prestigieux, et qu'il suscite le sourire du pape Léon X qui assista à la première de la célèbre comédie en 1520. Mais peu de gens savent que la traduction littérale de ce mot en anglais est mandrake, nom que les bandes dessinées ont voué à une célébrité mondiale, qui dépasse sûrement celle obtenue par l'œuvre de Machiavel. » (Alberto Lattuada : in  Feuillets au vent, J.C. Lattès Éditeur).